# 上层地堡
上层地堡原本是一座为阿道夫·希特勒及其警卫、仆人准备的临时防空隐蔽所，是一座地下混凝土结构建筑。1936年，纳粹政权在柏林的旧德國總理府加盖了一座大型接待厅，上层地堡就位于该厅之后。1943年之前，这座地堡的官方名称一直是帝国总理府防空隐蔽所（德語：Reich Chancellery Air-Raid Shelter）；1943年，德方在上层地堡之下又加盖了一层地堡，即元首地堡。1945年1月16日，希特勒转移进了元首地堡。当时伴随他的人中有包括马丁·鲍曼在內的高级参谋人员。后来，爱娃·勃劳恩和約瑟夫·戈培爾也搬入元首地堡，戈培尔之妻玛格达·戈培尔和他们的6个孩子都住在上层地堡。戈培尔一家一直生活在上层地堡里，直到他们于1945年5月1日全部死亡为止。